# جون إف. فانك
جون إف. فانك (بالإنجليزية: John F. Funk)‏ هو مدرس أمريكي، ولد في 6 أبريل 1835، وتوفي في 8 يناير 1930.